# Горан Радаковић
Горан Радаковић (Београд, 11. јул 1964) српски је глумац.

## Биографија
Рођен је 11. јула 1964. године у Београду. Његов отац Никола рођен је у селу Вођеница код Петровца. Факултет драмских уметности у Београду Горан је уписао 1983. године у класи професора Предрага Бајчетића. Каријеру је почео 1983. док већу популарност стиче 1998. године у филму Три палме за две битанге и рибицу касније и у серијама Вратиће се роде, Жене са Дедиња и Синђелићи. Био је у браку са глумицом Дубравком Мијатовић са којом има ћерку Иву. Такође има и сина Михаила.

## Филмографија
| Год.         | Назив                                          | Улога                           |
| ------------ | ---------------------------------------------- | ------------------------------- |
| 1970-е       |                                                |                                 |
| 1978.        | Сироче (ТВ)                                    |                                 |
| 1980-е       |                                                |                                 |
| 1986.        | Врење (ТВ)                                     |                                 |
| 1986.        | Бал на води                                    | Млади Поп                       |
| 1987.        | Погрешна процена                               | Владимир Дедијер                |
| 1987.        | The Misfit Brigade                             | Немачки наредник                |
| 1987.        | Октоберфест                                    | Дуле                            |
| 1989.        | Апстиненти                                     | Бора                            |
| 1990-е       |                                                |                                 |
| 1990.        | Заборављени                                    | Аскетов друг                    |
| 1990.        | Почетни ударац                                 | Аскетов друг                    |
| 1990—1991.   | Бољи живот 2                                   | Халид Омеровић                  |
| 1991.        | Најтоплији дан у години                        |                                 |
| 1992.        | Црни бомбардер                                 | Васке                           |
| 1992.        | Велика фрка                                    | Бебин пријатељ                  |
| 1993.        | Пун месец над Београдом                        |                                 |
| 1993.        | Полицајац са Петловог брда (ТВ серија из 1993) | Вањин брат                      |
| 1994.        | Амнезија                                       |                                 |
| 1994.        | Убиство с предумишљајем                        | Млади Којовић                   |
| 1996.        | Школа за жене (ТВ)                             |                                 |
| 1996.        | До коске                                       | Лаки                            |
| 1998.        | Раскршће                                       |                                 |
| 1998.        | Три палме за две битанге и рибицу              | Мома                            |
| 2000-е       |                                                |                                 |
| 2000.        | Харисоново цвеће                               | српски војник                   |
| 2003.        | Јагода у супермаркету                          | Небојша                         |
| 2003.        | Чорба од певца                                 | отац                            |
| 2004.        | Трагом Карађорђа                               | хајдук Вељко Петровић           |
| 2005.        | Ствар срца                                     | Столе                           |
| 2007.        | Позориште у кући                               | Власта                          |
| 2008.        | Принц од папира                                | Јулијин отац                    |
| 2007—2008.   | Вратиће се роде                                | Крља                            |
| 2007—2008.   | Наша мала клиника                              | инспектор Петар Д. Вицентијевић |
| 2009.        | Роде у магли                                   | Крља                            |
| 2009.        | Тамо и овде                                    | Мирко                           |
| 2009.        | Хитна помоћ                                    | директор                        |
| 2009.        | Београдски фантом                              | Комарац                         |
| 2010-е       |                                                |                                 |
| 2010.        | Жена са сломљеним носем                        | комшија 1                       |
| 2010.        | Ако зрно не умре                               | комшија 1                       |
| 2010.        | Ма није он такав                               | Каладонт                        |
| 2010.        | Тотално нови талас                             | Иванин отац                     |
| 2011.        | Кутија                                         |                                 |
| 2011—2015.   | Жене са Дедиња                                 | Иван Савић                      |
| 2012–2018.   | Војна академија                                | Чучко, професор физичког        |
| 2012.        | Кутија                                         |                                 |
| 2012.        | Загребачке приче вол. 2                        | отац                            |
| 2012.        | Артиљеро                                       | инспектор                       |
| 2012.        | На путу за Монтевидео                          | возач аутобуса                  |
| 2013.        | Мамарош                                        | Сима стаклорезац                |
| 2013.        | Син                                            | отац                            |
| 2013 — 2019. | Синђелићи                                      | Федор                           |
| 2014.        | Аманет                                         | Милан                           |
| 2014.        | Фолк                                           | Оки                             |
| 2014.        | Ургентни центар                                | Харис Стојковић                 |
| 2015.        | Енклава                                        | Цекић                           |
| 2015.        | Видимо се у Венецији                           | возач камиона                   |
| 2015.        | Чизмаши                                        | Стевца                          |
| 2015.        | Пети лептир                                    | Лав Толстој                     |
| 2016.        | Дневник машиновође                             |                                 |
| 2016.        | Филип од Белгије                               | Драган                          |
| 2016.        | Стадо                                          | Милан                           |
| 2017.        | Козје уши                                      | Милан                           |
| 2017.        | Мамурлуци                                      | адвокат Милан                   |
| 2017.        | Истине и лажи                                  | Зеленаш Сакић                   |
| 2020-е       |                                                |                                 |
| 2021 — 2022. | Тајне винове лозе                              | инспектор Стева                 |
| 2021.        | Александар од Југославије                      | собар Зечевић                   |
| 2021 — 2022. | Коло среће                                     | Љуба Танасијевић                |
| 2021.        | Време зла                                      | Драгиша Васић                   |
| 2022.        | Од јутра до сутра                              | Љуба из Сопота                  |